# 马克·奥尔德雷德
马克·戴维·奥尔德雷德（英語：Mark David Aldred，1987年4月18日—），英国男子赛艇运动员。他曾代表英国参加世界赛艇锦标赛，获得二枚铜牌。他也曾参加2016年夏季奥林匹克运动会。